# Kamal al-Ganzuri
Kamāl al-Ganzūrī (in arabo كمال الجنزوري‎?; Garwan, 12 gennaio 1933 – Il Cairo, 31 marzo 2021) è stato un politico egiziano.
Economista designato dal Consiglio supremo delle forze armate egiziano primo ministro il 24 novembre del 2011. Precedentemente era stato già primo ministro dal 1996 al 1999.
Giunse al potere nel 1996 come successore di 'Atef Sidqi e fu a sua volta rimpiazzato da 'Atef 'Ebeyd nel 1999. Era soprannominato "il ministro del povero" e "il ministro dell'opposizione" a causa della sua capacità di dialogare con le classi sociali a reddito più limitato e con l'opposizione al regime militare che di fatto governava l'Egitto dal 1951. Prima di diventare primo ministro, al-Ganzuri aveva servito come ministro della Pianificazione e della Cooperazione internazionale.

## Studi e carriera
Nel corso della sua vita Kamāl al-Ganzūrī ha conseguito:
- PhD dell'Università del Michigan, USA
- membro dell'Accademia Sadat di Scienze Amministrative
- consigliere economico dell'Arab Bank for Economic Development in Africa
- membro dello staff dei consiglieri del presidente della repubblica egiziano
- professore presso l'Istituto Nazionale della Pianificazione, 1973
- sottosegretario del Ministero della Pianificazione egiziano, 1974–1975
- governatore di Wadi al-Jadid, 1976
- governatore di Bani Suef, 1977
- direttore dell'Istituto Nazionale della Pianificazione, 1977
- ministro della Pianificazione, 1982
- ministro della Pianificazione e della Cooperazione internazionale, giugno 1984
- vice-primo ministro e ministro della Pianificazione e della Cooperazione internazionale, agosto 1986
- primo ministro d'Egitto, gennaio 1996 - ottobre 1999

## Primo ministro
Durante il suo mandato al-Ganzuri e il suo governo furono noti per l'attività che riuscirono a dispiegare, in una misura tale che non aveva avuto precedenti in Egitto. In soli quattro anni o meno essi vararono infatti ben 387 leggi, 57 delle quali comportarono fondamentali cambiamenti nella società egiziana. Da sottolineare:
- quattro importanti progetti che contribuirono a creare nuovo terreno agricolo anche al di fuori della Valle del Nilo, con la bonifica di nuove terre;
- la competenza di al-Ganduri nel campo della pianificazione economica lo spinse a progettare uno sviluppo dell'Egitto a lungo termine, proiettato cioè fino al 2017;
- incremento delle relazioni con le banche internazionali per il tramite del Fondo Monetario Internazionale, grazie alla realizzazione del primo programma mai completato dall'Egitto fin dal 1961, dopo che altri 13 programmi consimili erano finiti con un nulla di fatto;
- diminuzione del rateo di povertà, col tasso che del 21% calò al 17%.

Sfortunatamente ciò fu dissipato dal regime non appena egli dovette abbandonare il potere per volontà di Mubārak.

## Attività dopo il mandato di primo ministro
Malgrado certe critiche che sostenevano l'inefficienza del suo gabinetto, al-Ganduri seppe guadagnarsi una buona reputazione tra gli egiziani e ciò dipese dai cambiamenti che egli aveva saputo produrre in un paese dominato dai militari e incredibilmente burocratizzato. Fu addirittura aperta un'inchiesta per vagliare il suo periodo di governo, ma, dopo quattro anni d'indagini, non si riuscì a trovare alcuna imputazione precisa da elevare contro di lui. Nel 2009, una fonte definita "altamente attendibile" all'interno del Partito Nazionale Democratico ininterrottamente al potere rivelò che egli era tenuto agli arresti domiciliari.

## Dopo la rivoluzione del 25 gennaio
Restò quindi in silenzio e lontano dalla politica per 11 anni circa, fino alla rivoluzione egiziana del 2011. Il 25 gennaio riacquistò la piena libertà di movimenti. Poté parlare pubblicamente per la prima volta, dopo le dimissioni di Hosni Mubarak, grazie a una telefonata mandata in onda dalla rete televisiva "al-Haya al-Yawm" ("la vita oggi").
Apparve di nuovo nel programma televisivo "al-Ashira Masaʾa" ("le 10 di sera"), in cui espresse le sue condoglianze e rese onore alle "anime dei martiri (shuhadāʾ) della rivoluzione del 25 gennaio, parlando di alcuni fatti politici del passato di cui era stato protagonista e dicendo di essere pronto a essere giudicato per qualsiasi progetto o piano egli aveva varato e se ciò avesse prodotto cattive conseguenze per l'Egitto, ma prima chiedeva che fosse giudicato chi aveva fermato quei progetti e quelle realizzazioni, danneggiando il futuro del Paese.
Scrisse poi tre articoli per il quotidiano "al-Misr al-yawm" ("l'Egitto oggi"), fornendo molte risposte agli interrogativi rivoltigli. Gli fu chiesto se si sarebbe candidato alle elezioni presidenziali previste per il 2012, ma al-Ganzuri rispose che egli era a disposizione delle richieste del popolo e che non avrebbe risposto né positivamente né negativamente.

## Candidatura per le elezioni presidenziali
Subito dopo le sue apparizioni in TV, pagine e gruppi su Facebook cominciarono a sostenerlo per una sua possibile elezione a presidente (si veda a tal proposito official page su FaceBook). Si dice che nel partito del Neo-Wafd si pensava a lui come premier designabile, ma al-Ganzuri non fornì alcun chiarimento in merito.

## Primo ministro dopo la "Primavera araba"
Il 24 novembre al-Ganduri è stato designato dal Consiglio supremo delle forze armate nuovo primo ministro, in sostituzione del precedente premier Ahmad Nazif, costretto a dimettersi il 21 novembre dopo i gravissimi incidenti di piazza che avevano condotto alla morte di una quarantina di persone e al ferimento di varie centinaia al Cairo e ad Alessandria d'Egitto.

## Vita privata
Al-Ganzuri è sposato e ha tre figlie, due delle quali sono ingegneri, mentre la terza è ragioniere. Era apprezzato come un buon giocatore di football durante le scuole superiori e l'università, ma era anche un buon giocatore di ping pong e di pallavolo, tuttora rimasti suoi hobby.